# Rob Davies
Rob Davies (né le 12 mai 1948) est un homme politique sud-africain, membre du Parti communiste sud-africain et du Congrès national africain, député  (1994 - 2019) et ministre du Commerce et de l'Industrie du 11 mai 2009 au 31 mai 2019 dans le gouvernement Zuma ainsi que dans le premier gouvernement Ramaphosa. 

## Biographie
Diplômé de l'université du Sussex en relations internationales (1971) et en sciences politiques (1977), Rob Davies, opposé à l'apartheid, quitte l'Afrique du Sud pour le Mozambique à la fin des années 1970 où il rejoint à la fois le parti communiste sud-africain et le congrès national africain. 
De 1979 à 1990,  il est attaché au centre d'études africaines de l'université Eduardo Mondlane au Mozambique. 
De 1990 à 1994, il est professeur de recherche et codirecteur du centre des études d'Afrique australe à l'université du Cap-Occidental 
En 1994, il est élu au parlement sud-africain et devient député du Cap-Occidental représentant la circonscription de Langeberg et Cape Town Central. Il devient membre des commissions parlementaires sur les finances, les affaires étrangères, le commerce et l'industrie.  
De juin 2005 à mai 2009, il est ministre-adjoint du commerce et de l'industrie dans les gouvernements de Thabo Mbeki et de Kgalema Motlanthe. 
En 2009, il devient ministre du Commerce et de l'Industrie.